# Sophta mazoatra
Sophta mazoatra là một loài bướm đêm trong họ Noctuidae.